# Romana Popiel
Romana Popiel, oppure Romana Popielówna (Varsavia, 22 gennaio 1849 – Varsavia, 12 dicembre 1933), è stata un'attrice polacca.

## Biografia
Popiel era figlia di Jan Popiel e di Magdalena nata Sauret.
I primi approcci con la recitazione li ebbe sin da bambina, dopo di che frequentò la scuola di danza, e infine la scuola drammatica di Varsavia.
Debuttò ufficialmente il 21 dicembre 1866 a Varsavia interpretando Adrianna nel Fuoco nel monastero.
Poi si esibì a Leopoli e a Lublino.
Il 3 luglio 1880 coronò il suo fidanzamento unendosi in matrimonio con un proprietario terriero, Wandalin Świecki, a Wilanów.
Viaggiò molto, in Europa, soggiornando in Italia, in Russia e in America, negli Stati Uniti.
Tra le sue attività si può annoverare l'insegnamento della recitazione teatrale.
Il suo repertorio fu piuttosto vasto e vario, dato che Popiel si dimostrò versatile e capace di ben figurare sia nelle commedie sia nei drammi, ma anche nelle operette, soprattutto del teatro francese e polacco contemporaneo, grazie alla sua voce, particolarmente calda e flessibile, alla sua grazia delicata e arguta, specializzandosi nel ruolo della 'ingenua comica'.
Tra le interpretazioni più celebri si possono menzionare Antonine in Les vieux garçon di Victorien Sardou e Leonia in Bataille de dames di Eugène Scribe.